# Кастекс-д’Арманьяк
Касте́кс-д’Арманья́к (фр. Castex-d'Armagnac) — коммуна во Франции, находится в регионе Юг — Пиренеи. Департамент — Жер. Входит в состав кантона Казобон. Округ коммуны — Кондом.
Код INSEE коммуны — 32087.

## География
Коммуна расположена приблизительно в 590 км к югу от Парижа, в 135 км западнее Тулузы, в 70 км к западу от Оша.
На западе коммуны протекает река Миду.

## Климат
Климат умеренно-океанический. Лето жаркое и немного дождливое, температура часто превышает 35 °С. Зимой часто бывает отрицательная температура и ночные заморозки. Годовое количество осадков — 700—900 мм.

## Население
Население коммуны на 2010 год составляло 100 человек.
| 1962 | 1968 | 1975 | 1982 | 1990 | 1999 | 2010 |
| ---- | ---- | ---- | ---- | ---- | ---- | ---- |
| 213  | 156  | 142  | 128  | 121  | 111  | 100  |

## Администрация
| Период | Период | Фамилия        | Партия                  | Примечания |
| ------ | ------ | -------------- | ----------------------- | ---------- |
| 2001   | 2008   | Ги Бюрос       | Социалистическая партия |            |
| 2008   | 2020   | Кристьян Дюпуи |                         |            |

## Экономика
В 2010 году среди 65 человек трудоспособного возраста (15-64 лет) 49 были экономически активными, 16 — неактивными (показатель активности — 75,4 %, в 1999 году было 64,3 %). Из 49 активных жителей работали 42 человека (24 мужчины и 18 женщин), безработных было 7 (3 мужчин и 4 женщины). Среди 16 неактивных 1 человек был учеником или студентом, 13 — пенсионерами, 2 были неактивными по другим причинам.

## Фотогалерея

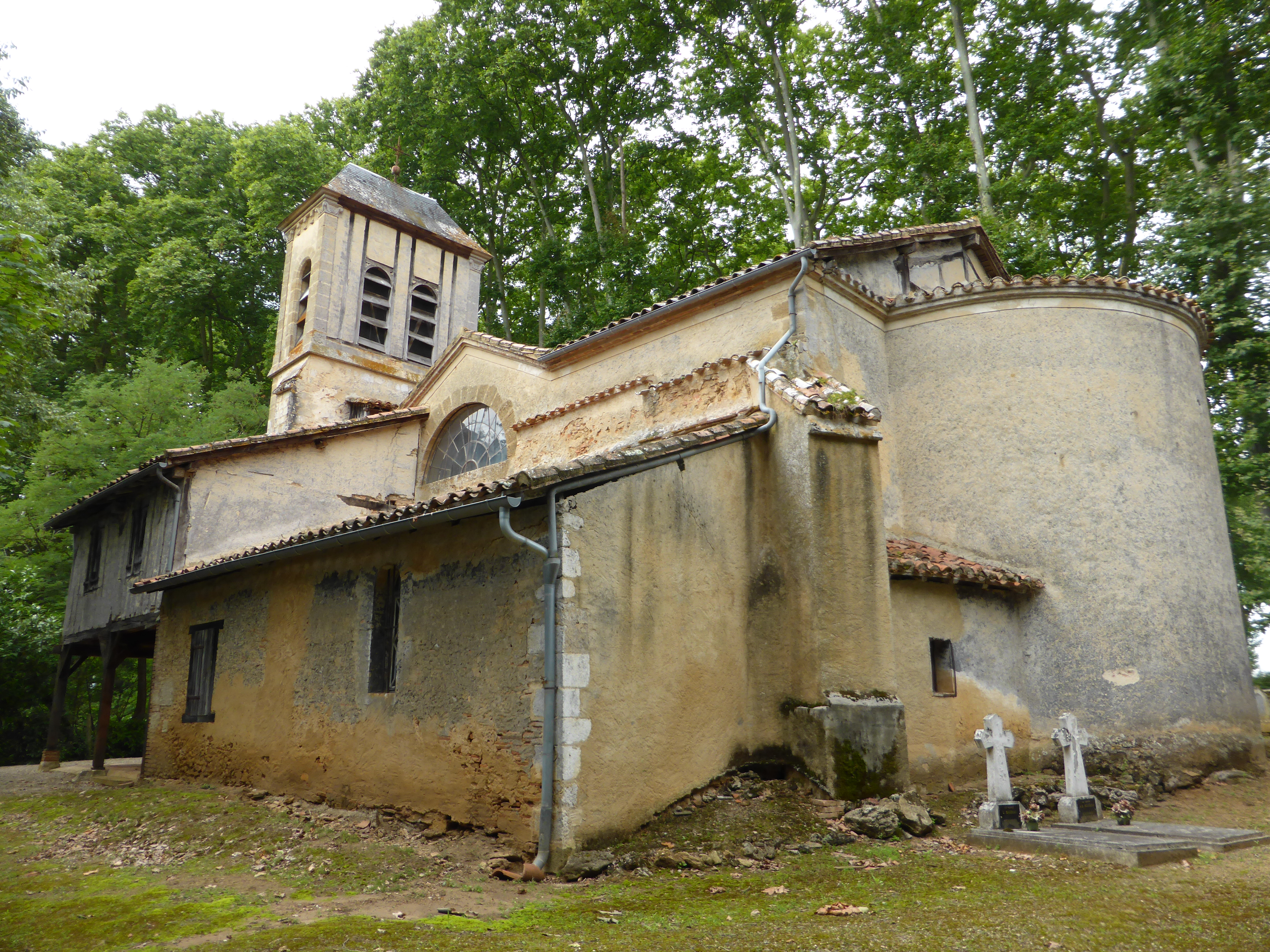
Церковь Нотр-Дам
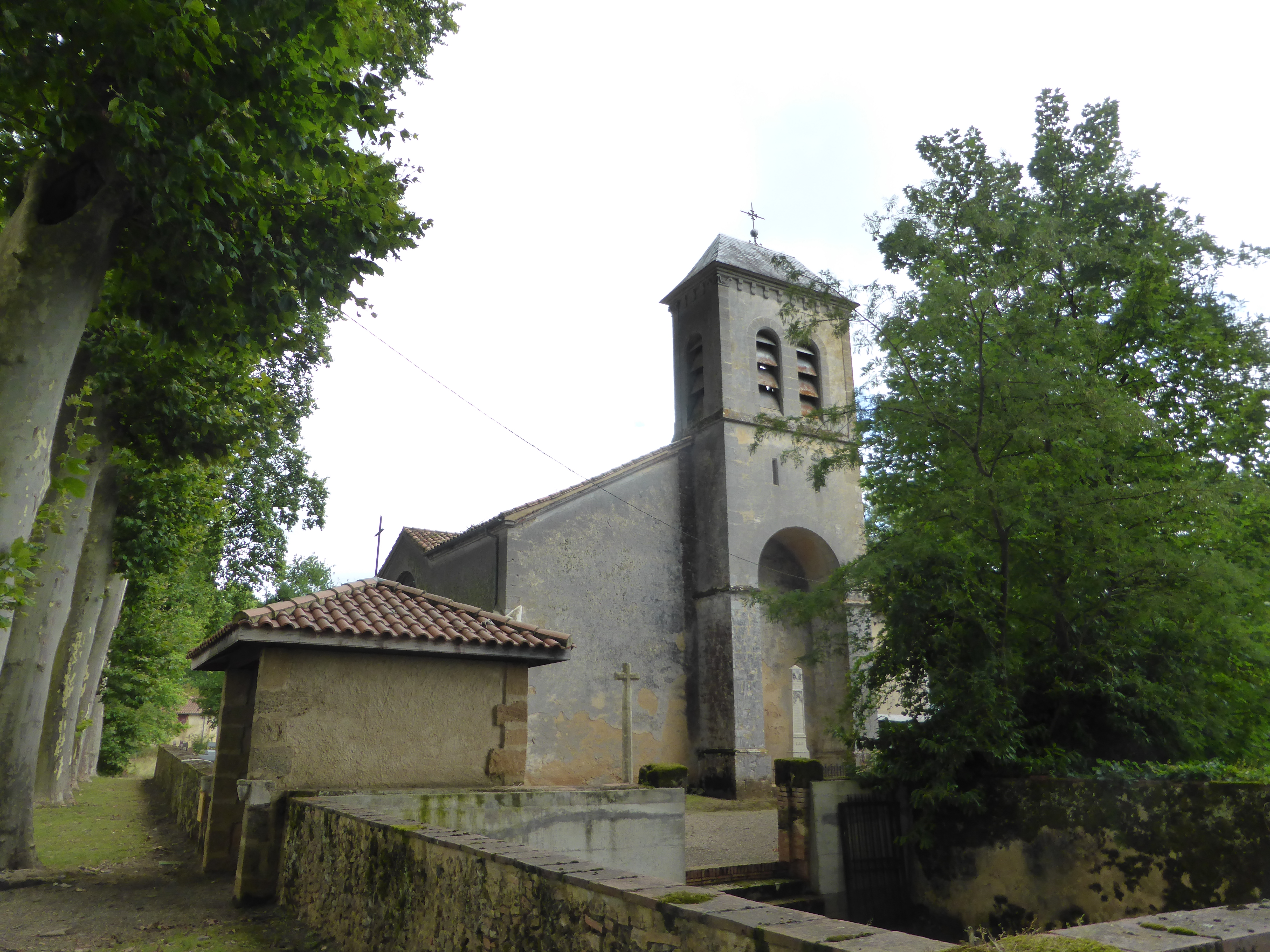
Церковь Нотр-Дам
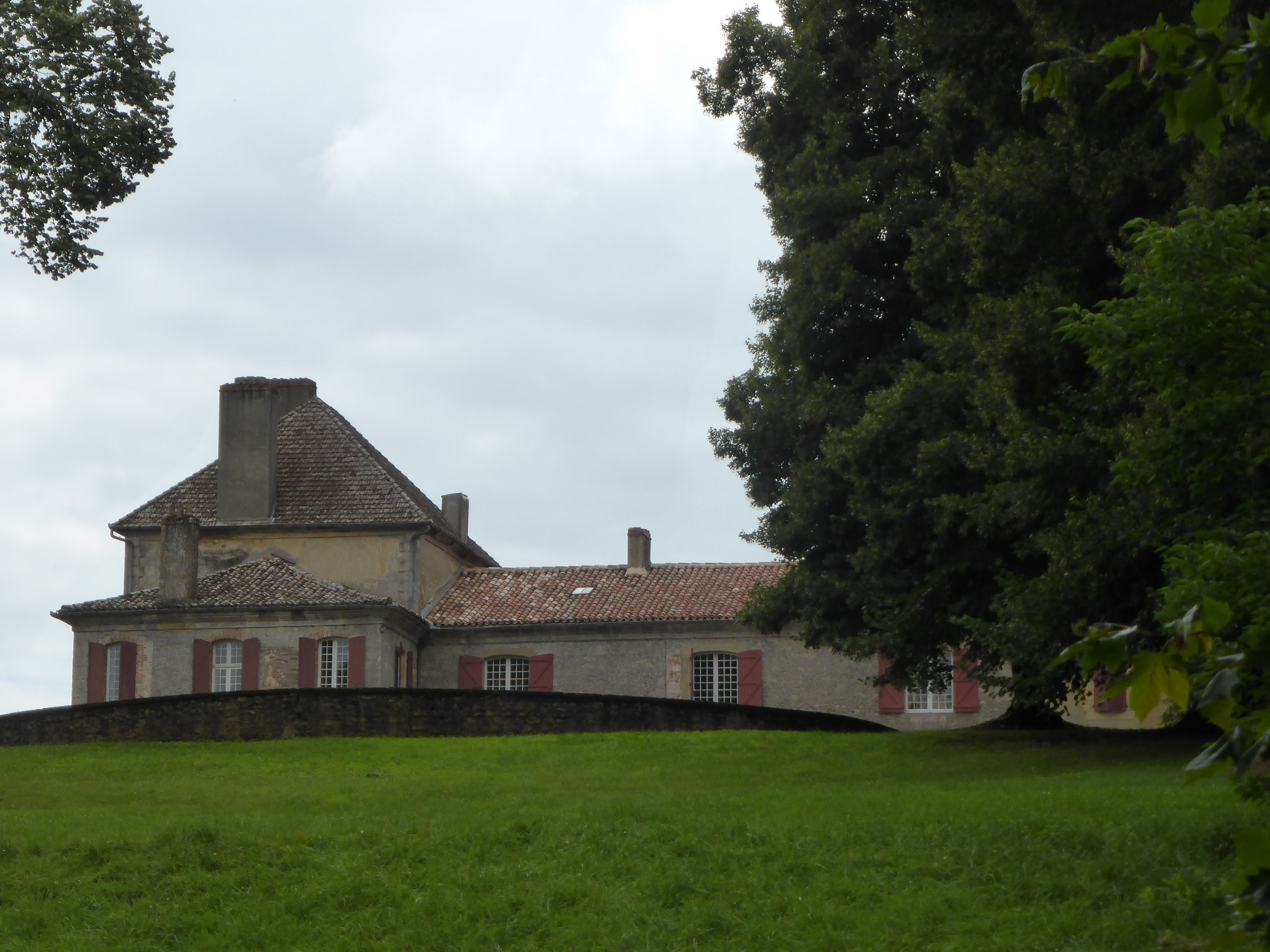
Замок
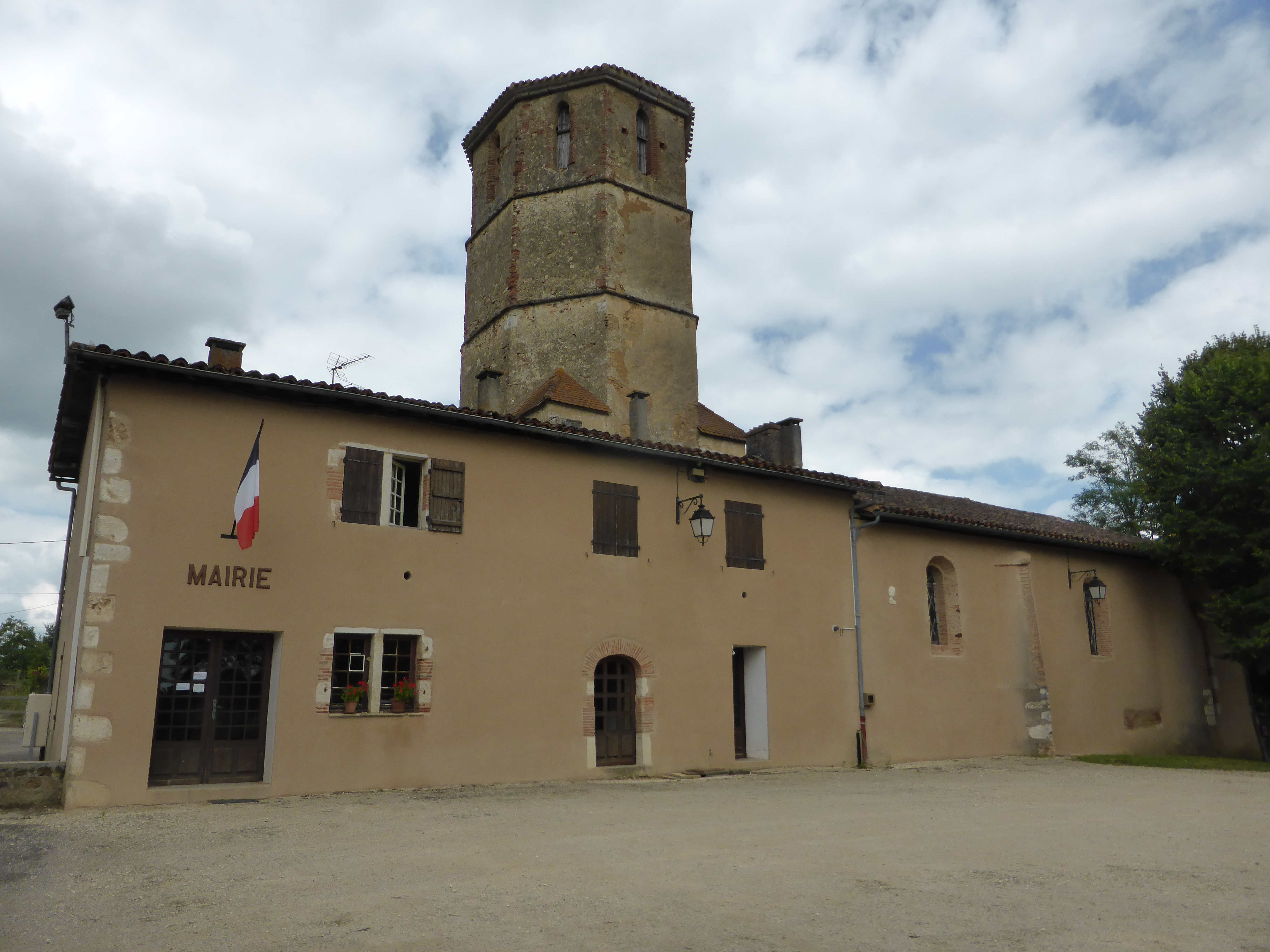
Мэрия
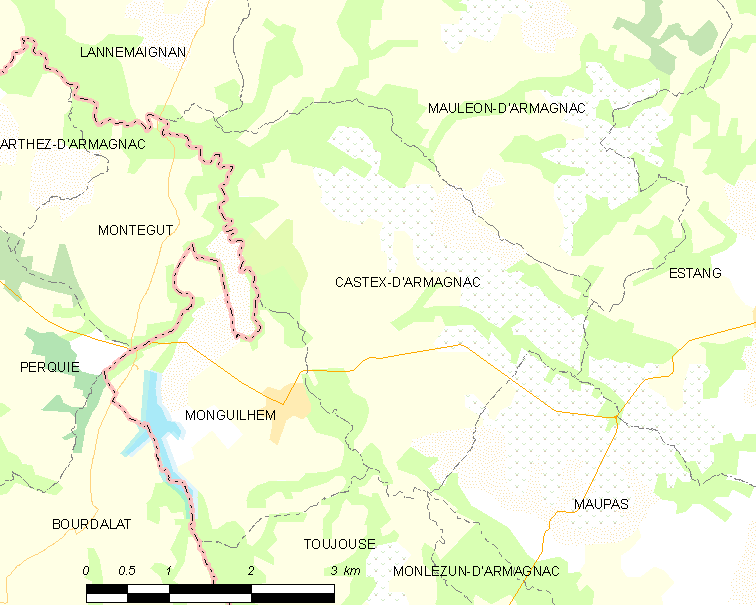
Карта коммуны